# Epsilon Sculptoris
Désignations
Epsilon Sculptoris (ε Scl / ε Sculptoris) est une étoile binaire de la constellation australe du Sculpteur. Elle est distante d'environ ∼ 91,1 a.l. (∼ 27,9 pc) de la Terre.
Sa composante primaire, Epsilon Sculptoris A, est une étoile jaune-blanc de la séquence principale de type spectral F2V et de magnitude apparente +5,29, ce qui fait qu'elle est visible à l’œil nu sous un bon ciel. Orbitant autour d'elle à une séparation angulaire de 4,6 secondes d'arc, soit au moins 125 UA, Epsilon Sculptoris B est une naine jaune de type spectral G9V et de magnitude apparente +8,6. Les composantes A et B effectuent une orbite autour de leur centre de masse tous les 1 200 ans environ.
À ces deux composantes s’ajoutent deux compagnons optiques. Il s'agit de l'étoile de quinzième magnitude désignée Epsilon Sculptoris C située à une séparation angulaire de 15 secondes d'arc et l'étoile de onzième magnitude Epsilon Sculptoris D, à une séparation de 142 secondes d'arc.
En raison de son mouvement propre, l'étoile passera dans la constellation voisine du Fourneau vers 2920.